# Godeung-dong, Seongnam
Godeung-dong (koreanska: 고등동)  är en stadsdel i staden Seongnam i provinsen Gyeonggi strax söder om huvudstaden Seoul. Den ligger i stadsdistriktet Sujeong-gu.